# 藍錐礦
藍錐礦（英語：Benitoite），又稱矽鋇鈦礦，是一種稀有含有鋇和鈦的藍色矽酸鹽礦物，發現于熱液蝕變的蛇紋岩中。藍錐礦在短波紫外線下會有亮藍色到藍白色的螢光反應，在長波紫外線下，更稀有的透明到白色藍錐礦會發出紅色螢光。
它於1907年由探礦者James M. Couch在大約位於舊金山和洛杉磯之間的聖貝尼托山脈發現。 由於顏色相似，最初被認為是藍寶石。1909年，一個樣品被送到加州大學伯克利分校，礦物學家乔治·劳德伯克認為這是一種未知礦物。他將其命名為Benitoite，因為它出現在加利福尼亚州聖貝尼托縣內的聖貝尼托河源頭附近。
雖然陸續在其他地方有發現到藍錐礦，但是目前為止只有在加利福尼亞州產有品質最好且可以做為半寶石的礦物晶體，因此在1985年，藍錐礦成為加利福尼亞州的州石。

## 結構與晶型

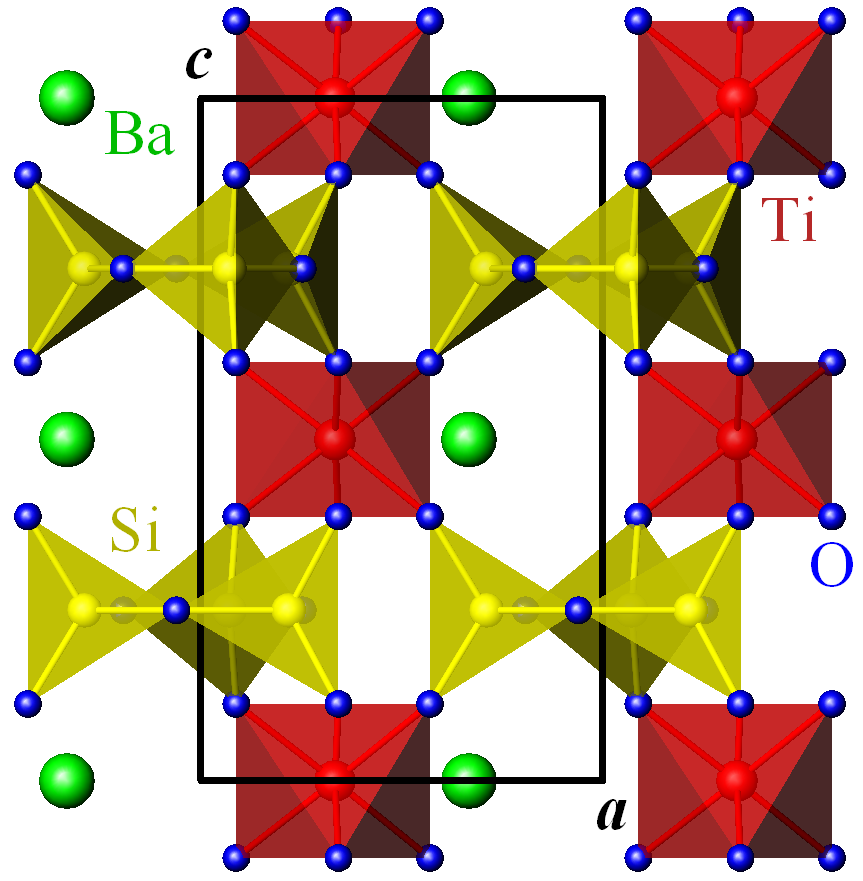
藍錐礦的在晶體結構

藍錐礦晶體結構中有許多由三層矽氧四面體組成的環(Si3O9)，環與環之間連接著鈦氧八面體(TiO6)和鋇氧多面體(BaO6)
晶型方面藍錐礦屬於六方晶系中的複三方雙錐晶族，因此在晶型上會出現像是三角形的錐晶型，在1832年32個點群被推斷出來時有三個晶族並沒有相關的實例，該晶族為其中之一。
藍錐礦的雙晶極為罕見，通常的在{0001}方向型雙晶，因此兩個晶體在c軸180度形成雙晶時就會出現六芒星的樣子又稱「大衛之星」。

## 產地及共生礦物
藍錐礦常常和一些不常見的礦物（不包含母岩中的主要造岩礦物）共生。常共生礦有：鈉沸石、柱星葉石、矽鈉鋇鈦石、蛇紋石和钠长石。
藍錐礦的產地有美國的加利福尼亚州聖貝尼托縣和阿肯色州、日本的新潟縣糸魚川市青海和東京都奥多摩町。聖貝尼托縣所產的藍錐礦常常會在藍閃石片岩裡的鈉沸石脈之中；日本出产的藍錐礦則會在貫穿蛇紋岩的鎂鈉閃石-石英-金雲母-鈉長石的岩脈中。

## 圖集

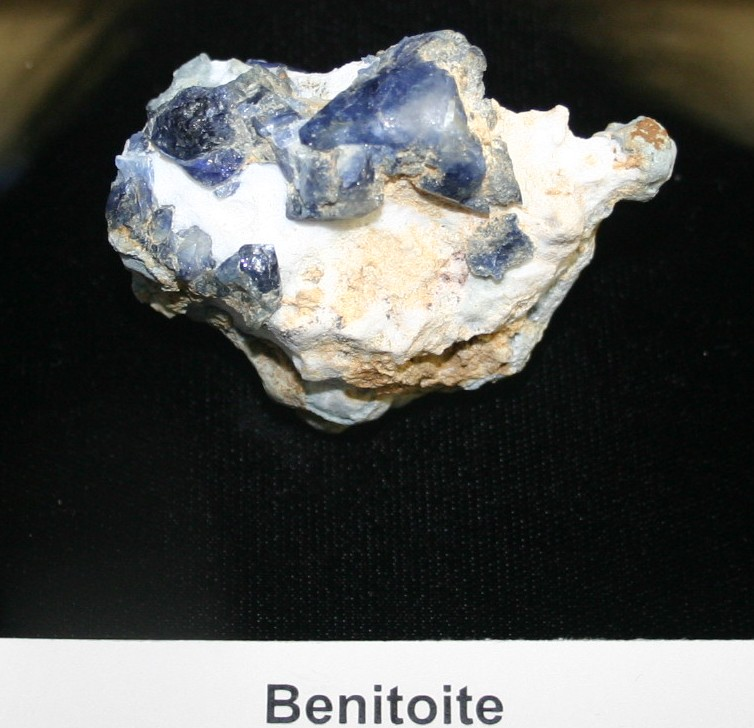
共生在鈉沸石上的藍錐礦，來自美國加利福尼亚州聖貝尼托縣Dallas Gem Mine
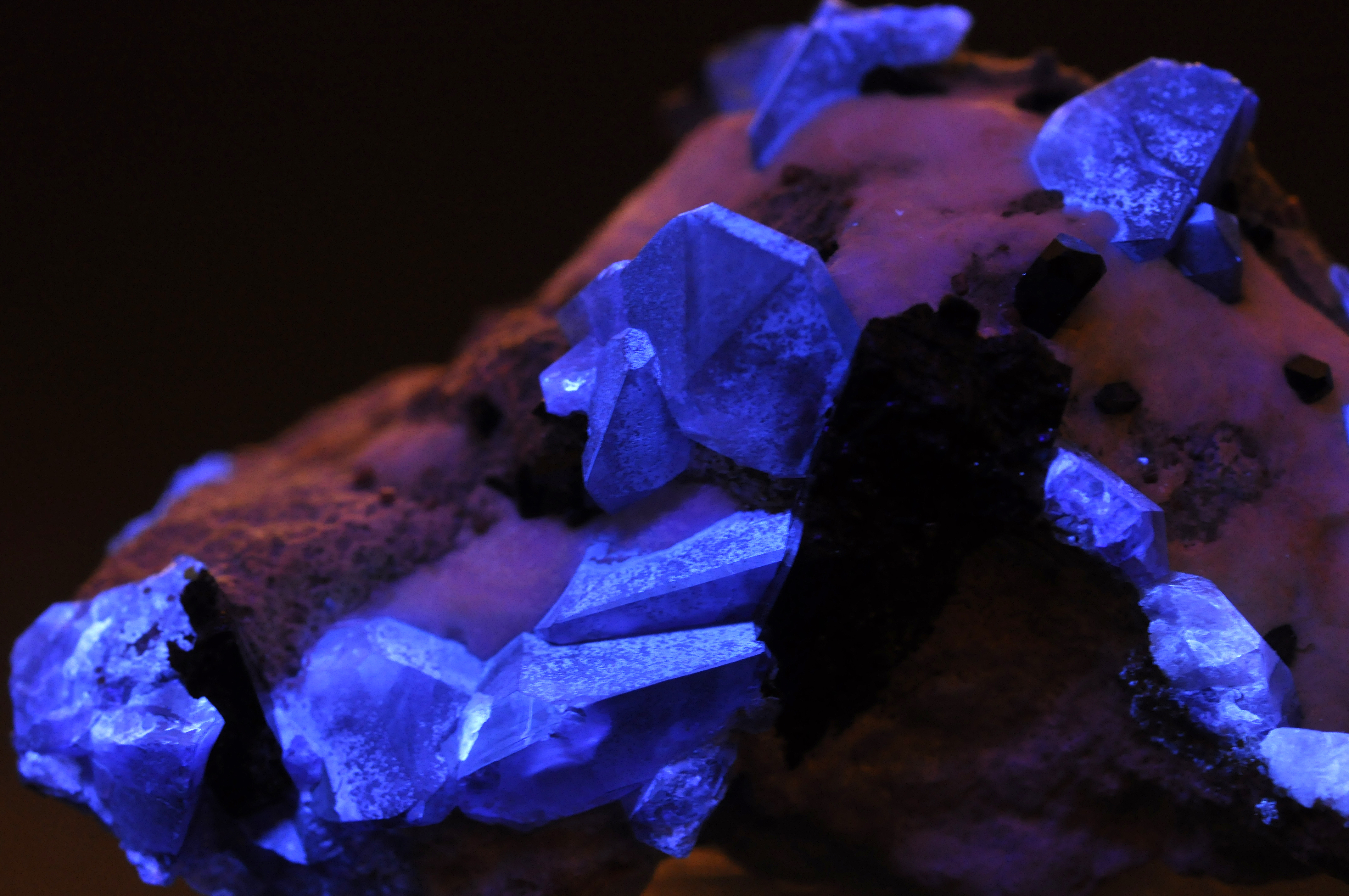
在短波紫外光底下的藍錐礦